# 한나 로크너
해나 로크너(Hannah Lochner, 1993년 7월 28일 ~ )는 캐나다의 배우이다.
에토비코에서 태어났다.

## 영화
- 잭 앤 질 Vs. 더 월드 (2008년) - 홀리 역
- 파이어하우스 독 (2007년)
- 새벽의 저주 (2004년) - 비비안 역
- 인크립트 (2003년)
- 엘리자베스 유괴 사건 (2003년)
- 토르소 (2002년)
- 터미널 인베이전 (2002년)
- 스토커 (2001년)
- 내야의 천사들 (2000년)
- 노상 강도 (2000년)